# Giải bóng đá Thanh Niên sinh viên Việt Nam
Giải bóng đá Thanh Niên sinh viên Việt Nam là giải đấu bóng đá dành cho sinh viên do báo Thanh Niên phối hợp với Liên đoàn bóng đá Việt Nam (VFF) tổ chức thường niên từ năm 2023, dưới sự giám sát của Trung ương Đoàn Thanh niên Cộng sản Hồ Chí Minh và Trung ương Hội Sinh viên Việt Nam. Giải đấu này đã chính thức được đưa vào hệ thống thi đấu quốc gia thường niên của Liên đoàn bóng đá Việt Nam và Giải Thể thao Sinh viên Việt Nam (VUG).
Mỗi mùa giải của giải đấu diễn ra trong khoảng thời gian từ ngày 9 tháng 1 đến ngày 27 tháng 3, tương ứng với các mốc kỷ niệm Ngày truyền thống học sinh - sinh viên Việt Nam và kỷ niệm Ngày thành lập Đoàn Thanh niên Cộng sản Hồ Chí Minh và Ngày thể thao Việt Nam. Nhà vô địch hiện tại của giải đấu là Trường Đại học Văn hóa, Thể thao và Du lịch Thanh Hóa, đội đã đánh bại Trường Đại học Thể dục Thể thao Đà Nẵng với tỷ số 2–1 trong trận chung kết mùa giải 2025.

## Bối cảnh
Chiều ngày 7/12 tại khách sạn Royal (TP.HCM), đã diễn ra lễ công bố và ký kết hợp tác, ra mắt nhà tài trợ và các đơn vị đồng hành Giải bóng đá Thanh Niên sinh viên Việt Nam.
Đây là giải đấu tạo thêm sân chơi thú vị cho sinh viên các Trường đại học - Trường cao đẳng nhằm giúp các sinh viên rèn luyện thể chất, giao lưu học hỏi, trau dồi thêm kiến thức thi đấu bóng đá để đẩy mạnh việc phát triển hơn nữa các hoạt động thể thao học đường. Giải đấu cũng là cơ hội để thông qua đó, VFF phát hiện thêm các tài năng từ ghế nhà trường nhằm bổ sung vào các đội tuyển trẻ quốc gia nếu có, từ đó hướng đến việc sẽ thành lập Đội tuyển bóng đá sinh viên Việt Nam thi đấu quốc tế trong tương lai.
Nhà báo Nguyễn Ngọc Toàn, Tổng biên tập Báo Thanh Niên, Trưởng ban tổ chức giải bóng đá Thanh Niên Sinh viên Việt Nam, cho biết: “Chúng tôi mong muốn tạo sân chơi lành mạnh, bổ ích cho sinh viên cả nước; tạo cơ hội cho giới trẻ ở các trường đại học, cao đẳng được giao lưu, học hỏi, trao đổi kinh nghiệm học tập và thi đấu thể thao. Đồng thời qua đó nâng cao nhận thức của sinh viên về tầm quan trọng của rèn luyện thể thao, hình thành phong trào tập luyện thể dục thể thao thường xuyên cho sinh viên. Giải đấu này còn nhằm phát triển phong trào thể thao học đường nói chung và bóng đá học đường nói riêng. Chúng tôi kỳ vọng sự kết hợp giữa VFF và Báo Thanh Niên sẽ giúp cho giải đấu tạo được tiếng vang và bằng uy tín, trách nhiệm với giới trẻ, với bóng đá Việt Nam, Báo Thanh Niên sẽ làm hết sức mình để giải đấu thực sự trở thành sân chơi cho các sinh viên có thể phô diễn được năng lực, sự đam mê, nâng tầm thể chất và có động lực tinh thần lớn để việc học tập càng trở nên hiệu quả hơn”.

## Thể thức thi đấu

### Vòng loại
Các đội bóng tham dự vòng loại được chia thành năm bảng, tương ứng với năm khu vực: bảng A gồm các đội thuộc khu vực Bắc Bộ, bảng B gồm các đội thuộc khu vực Đà Nẵng - Huế, bảng C gồm các đội thuộc khu vực Nam Trung Bộ và Tây Nguyên, bảng D gồm các đội thuộc khu vực Tây Nam Bộ, và bảng E gồm các trường thuộc Thành phố Hồ Chí Minh và Đồng Nai. 
Do số lượng các bảng vòng loại không đồng đều nhau và để đảm bảo cho các khu vực đều có đại diện dự giải đấu, sẽ có 3 đội từ bảng A, 2 đội từ bảng B, 1 đội từ bảng C, 1 đội từ bảng D và 4 đọi từ bảng E (tỏng cộng 11 đội) tham dự vòng chung kết tại Thành phố Hồ Chí Minh.

### Vòng chung kết
11 đội bóng vượt qua vòng loại được chia làm 3 bảng đấu: bảng A gồm 3 đội bóng, bảng B và C gồm 4 đội bóng. Các bảng thi đấu theo thể thức vòng tròn một lượt tính điểm. Hai đội đứng đầu mỗi bảng và hai đội xếp thứ ba có thành tích tốt hơn trong ba bảng sẽ vào vòng đấu loại trực tiếp, tại đây các đội sẽ được bắt cặp và thi đấu với nhau đến trận chung kết. Đội thắng trong trận chung kết sẽ vô địch giải đấu, hai đội thua ở vòng bán kết sẽ đoạt đồng hạng ba (riêng mùa giải 2023 có trận tranh hạng ba giữa 2 đội thua ở vòng bán kết).

## Các giải thưởng
Tính đến mùa giải 2024:
- Đội vô địch: 300.000.000 VNĐ
- Đội á quân: 150.000.000 VNĐ
- Đội đạt giải ba: 70.000.000 VNĐ

Ngoài ra,Ban tổ chức còn có các giải thưởng khác như:
- Giải phong cách: 40.000.000 VNĐ
- Giải cổ vũ đẹp: 40.000.000 VNĐ
- Giải cổ vũ ấn tượng: 30.000.000 VNĐ

Cùng với một số giải thưởng cá nhân khác.

## Phát sóng
Tất cả các trận đấu tại giải sẽ được trực tiếp trên các nền tảng truyền thông của Báo Thanh Niên. Các trận đấu của vòng chung kết sẽ được trực tiếp trên FPT Play.

## Các đội đoạt huy chương

### Kết quả chung cuộc
| Năm  | Nơi đăng cai                 | Chung kết                                                     | Chung kết   | Chung kết                               | Hạng ba                                                                                            |
| Năm  | Nơi đăng cai                 | Vô địch                                                       | Tỷ số       | Á quân                                  | Hạng ba                                                                                            |
| ---- | ---------------------------- | ------------------------------------------------------------- | ----------- | --------------------------------------- | -------------------------------------------------------------------------------------------------- |
| 2023 | Trường Đại học Tôn Đức Thắng | Đại học Huế                                                   | 2–2 (4–1 p) | Trường Đại học Thủy lợi                 | Trường Đại học Sư phạm Thể dục Thể thao Thành phố Hồ Chí Minh                                      |
| 2024 | Trường Đại học Tôn Đức Thắng | Trường Đại học Sư phạm Thể dục Thể thao Thành phố Hồ Chí Minh | 0–0 (4–2 p) | Trường Đại học Thủy lợi                 | Trường Đại học Công nghệ Đồng Nai và Trường Đại học Tôn Đức Thắng                                  |
| 2025 | Trường Đại học Tôn Đức Thắng | Trường Đại học Văn hóa, Thể thao và Du lịch Thanh Hóa         | 2–1         | Trường Đại học Thể dục Thể thao Đà Nẵng | Trường Đại học Công nghiệp Thành phố Hồ Chí Minh và Trường Đại học Sư phạm Thể dục Thể thao Hà Nội |

### Thống kê theo địa phương
Tính đến hết mùa giải 2025
| Hạng | Tỉnh thành            | Vô địch | Á quân | Hạng ba |
| ---- | --------------------- | ------- | ------ | ------- |
| 1    | Thành phố Hồ Chí Minh | 1       | 0      | 3       |
| 2    | Huế                   | 1       | 0      | 0       |
| 2    | Thanh Hóa             | 1       | 0      | 0       |
| 4    | Hà Nội                | 0       | 2      | 1       |
| 5    | Đà Nẵng               | 0       | 1      | 0       |
| 6    | Đồng Nai              | 0       | 0      | 1       |